# Detective inspector
De rang detective inspector (DI) is de Engelse benaming voor de rang van inspecteur bij de recherche.

## Functie
Een inspector is een hoge politiefunctionaris bij de Britse politie. De inspector kan de chef-basiseenheid zijn van de uniformdienst. De detective inspector is een chef over de CID (Criminal Investigation Department), vergelijkbaar met inspecteur bij het TCI (Team Criminele Inlichtingen) in Nederland.

## Rangen bij de CID
- Een gewone rechercheur heeft de rang van detective constable (DC),
- de rang daarboven is die van detective sergeant (DS),
- zijn chef is een detective inspector (DI),
- diens chef is een detective chief inspector (DCI),
- de hoogste in rang bij de recherche is de detective chief superintendent (DCS).